# Necmiye Alpay
Necmiye Alpay, née le 23 novembre 1946 à Sındırgı est une linguiste, traductrice, éditrice et autrice turque.
Elle s'emploie à améliorer la qualité du turc écrit, publie des chroniques et des articles dans de nombreux journaux et revues comme le quotidien Radikal et traduit des ouvrages en turc. Elle publie également des livres sur l'usage de la langue, la critique littéraire et le processus de paix en Turquie.
Elle est aussi une militante pour la paix et soutient la cause kurde, ce qui lui vaut d'être inculpée et emprisonnée à deux reprises.

## Jeunesse et formation
Necmiye Alpay est née à Sındırgı, en Turquie, le 23 novembre 1946. Son père est un militaire, ce qui amène la famille à déménager dans diverses villes du pays. Necmiye Alpay obtient un baccalauréat ès sciences de l'Université d'Ankara et un doctorat de l'Université Paris Nanterre dans le domaine de l'économie internationale,.

## Carrière professionnelle
Elle est chargée de cours à l'Université d'Ankara, faculté des sciences politiques pendant une courte période jusqu'à ce qu'elle soit condamnée à 3 ans de prison à la suite du coup d'État militaire du 12 septembre 1980,.
Après sa libération, Necmiye Alpay ne peut plus reprendre sa carrière d'enseignante et commence à travailler comme traductrice,. Elle traduit de nombreux ouvrages en turc, dont ceux d'Edward Saïd, de René Girard, de Paul Ricœur et de Yan Marchand. Elle est la rédactrice en chef de divers périodiques et contribue régulièrement à plusieurs journaux comme Radikal. Elle attache une grande importance à la qualité du turc écrit et est parfois qualifiée de « dictionnaire vivant de la langue turque ». Elle publie plusieurs livres sur l'usage de la langue, la critique littéraire et le processus de paix en Turquie.

## Inculpation
Necmiye Alpay est sensibilisée à la question kurde depuis ses années universitaires. Elle se définit comme internationaliste, défend la liberté d'expression et agite en faveur de la paix entre la Turquie et le Parti des travailleurs du Kurdistan (PKK). Elle soutient le quotidien pro-kurde Özgür Gündem dont les locaux sont bombardés en 1994. Elle n'écrit pas dans le journal mais est membre de son comité consultatif,.
En 2013, le Parti de la justice et du développement (AKP) au pouvoir et le mouvement politique kurde entament des négociations pour une solution politique au conflit. Mais la lutte armée reprend le dessus avec des attentats perpétrés par le TAK.
Le 17 août 2016, Necmiye Alpay est arrêtée dans le cadre d'une vaste campagne de répression contre Özgür Gündem. Elle est accusée de « propagande en faveur d’une organisation terroriste, appartenance à une organisation terroriste » et « incitation au désordre » en vertu de la loi antiterroriste de Turquie (en). Le huitième tribunal pénal de paix ordonne son maintien en détention dans l'attente de son procès, le 31 août 2016 au sein de la prison pour femmes de Bakırköy, malgré son âge et sa santé fragile,,.
Dans une lettre adressée au président turc Recep Tayyip Erdoğan le 12 novembre, elle écrit : « Je vous demande de nous rendre tous nos droits. J'espère que vous utiliserez votre volonté non pas pour l'état d'urgence ou les nationalistes, mais pour une démocratie adaptée à notre époque, mettre en œuvre l'état de droit, mettre fin à l'injustice et rechercher une solution et la paix que vous avez réussi à obtenir pendant votre mandat de premier ministre. ».
Le 29 décembre 2016, elle est libérée de la détention provisoire, après 136 jours de prison avec interdiction de voyager, en même temps que l'écrivaine Aslı Erdoğan et la journaliste Zana Bilir Kaya,,. Lors de l'audition finale de son procès, elle déclare : « Un verdict d'acquittement rendu dans ce procès ne supprime pas les peines prononcées. La liberté de la presse et d'expression n'est pas suffisamment ou ouvertement exprimée dans l'opinion de l'accusation quant aux accusations en expliquant les motifs de l'acquittement. [...]
Un climat où nous pouvons penser et écrire librement devrait être créé. Je pense que les acquittements et les motifs d'acquittement devraient être fondés sur le principe de la liberté à cette fin. ». Elle est acquittée de toutes les charges le 14 février 2020,,.
Elle poursuit sa lutte en faveur de la paix et pour les langues, y compris la langue kurde.
Necmiye Alpay est membre de la Çevirmenler Meslek Birliği (association des traducteurs turcs).
Elle est nommée membre honoraire du Swiss German Pen Center.

## Publications
(septembre 2024).
- (tr) Türkçe Sorunları Kılavuzu, 6. Basım, Metis Yayinlari, 2000  (ISBN 978-9753422925)
- (tr)Yaklasma Cabasi, Kanat Kitap, 2005  (ISBN 978-9758859221)
- (tr) Dilimiz, Dillerimiz, Metis Yayinlari, 2004  (ISBN 978-9753424622)
- (tr) Modernlesmenin Esiginde Osmanli Kadinlari, Tarih Vakfi, 2013  (ISBN 978-9753331425)
- (tr) Dil Meseleleri / Uygulama Üzerine Yazılar II, Metis Yayinlari, 2018  (ISBN 978-6053161318)
- (tr) Beklediler Gitmedik, Edebi Şeyler, 2020  (ISBN 978-6052325636)

### Traductions
- Edward Said, Kültür ve Emperyalizm, Hil Yayinlari, 2016  (ISBN 978-9757638841)
- I. Wallerstein, Tarihsel Kapitalizm, Metis Yayinlari
- Vladimir Lenin, Aydın Kesimi Üstüne, Başak Yayinlari
- René Girard, Şiddet ve Kutsal, (titre français orig. La violence et le sacré), Alfa Yayıncılık, 2019  (ISBN 978-6051717524)
- Paul Ricoeur, Yoruma Dair Freud ve Felsefe, Metis Yayinlari, 2007  (ISBN 978-9753425827)
- Jean Paul Mongin, Bilge Sokrates'in Ölümü, Metis Yayyinlari, 2011  (ISBN 978-9753428163)
- Vincent Sorel, Yan Marchand, Martin Heidegger'in Böceği (), Metis Yayinlari 2012  (ISBN 978-9753428712)
- Vincent Sorel, Yan Marchand, Diyojen Köpek Adam, Metis Yayinlari, 2012  (ISBN 978-9753428415)